# Nof Ayalon
Nof Ayalon (hebreiska: נוף איילון) är en ort i Israel. Den ligger i den centrala delen av landet. Nof Ayalon ligger 195 meter över havet och antalet invånare är 5 000.
Terrängen runt Nof Ayalon är platt åt nordväst, men åt sydost är den kuperad.Runt Nof Ayalon är det tätbefolkat, med 411 invånare per kvadratkilometer. Närmaste större samhälle är Modiin, 3,5 km nordost om Nof Ayalon. Trakten runt Nof Ayalon består till största delen av jordbruksmark.